# Semejanza (geometría)

Figuras semejantes

En geometría euclidiana, dos figuras geométricas son semejantes si una tiene la misma forma de la otra o de la imagen especular de la misma, sin importar el tamaño.
Si dos polígonos son semejantes, entonces los lados correspondientes tienen la misma proporción y los ángulos correspondientes tienen la misma medida, o bien  cuando sus ángulos, colocados en el mismo orden, son iguales, y cuyos lados adyacentes a estos ángulos son proporcionales. Dicho de otra forma, dos polígonos son semejantes cuando sólo se diferencian en el tamaño, no en la forma.
Dos figuras geométricas son semejantes, si y solamente si una puede obtenerse a partir de la otra mediante ampliación o reducción ( escalado uniforme ), una traslación, una rotación, una reflexión adicional o mezcla de estas transformaciones.
|  |  |  |  |

Las figuras del mismo color son semejantes

Por ejemplo, todos los círculos son semejantes entre sí, todos los cuadrados son semejantes entre sí y todos los triángulos equiláteros son semejantes entre sí. En cambio, no todas las elipses son semejantes entre sí, ni todos los rectángulos son semejantes entre sí, ni todos los triángulos isósceles son semejantes entre sí. Esto se debe a que dos elipses pueden tener proporciones diferentes, dos rectángulos pueden tener proporciones diferentes de longitud y anchura, y dos triángulos isósceles pueden tener ángulos correspondientes diferentes.
Según el libro consultado dos triángulos iguales o congruentes pueden ser semejantes con de razón de proporción 1.

## Introducción
Diremos que dos figuras geométricas tienen establecida una relación de semejanza si la distancia entre cualquier par de puntos de la primera, {\displaystyle A} y {\displaystyle B}, dividida entre la distancia de sus correspondientes en la segunda figura, {\displaystyle A'} y {\displaystyle B'}, tiene como resultado el mismo valor {\displaystyle \alpha }:
{\displaystyle {\frac {\;{\overline {AB}}\;}{\;{\overline {A'B'}}\;}}=\alpha }

### Propiedades
Notación: se utiliza la notación {\displaystyle \bigtriangleup ABC\sim \bigtriangleup A'B'C'} para indicar que los triángulos son semejantes.
- Dada una correspondencia entre dos triángulos {\displaystyle \bigtriangleup ABC} y {\displaystyle \bigtriangleup A'B'C'.}[nota 1]

Entonces se tiene que
{\displaystyle \{\,\alpha =\alpha ',\,\beta =\beta ',\,\gamma =\gamma '\,\}} {\displaystyle \Longleftrightarrow {\frac {\overline {AB}}{\overline {A'B'}}}={\frac {\overline {AC}}{\overline {A'C'}}}={\frac {\overline {BC}}{\overline {B'C'}}}.}
En cualquiera de los dos casos se dice que los dos triángulos son semejantes.
- Todos los triángulos equiláteros son semejantes.
- Si dos triángulos tienen dos ángulos iguales, entonces son semejantes y los terceros ángulos también son iguales.
- La semejanza es una relación y por tanto cumple:

- Propiedad reflexiva

Todo triángulo es semejante a sí mismo:
{\displaystyle \bigtriangleup ABC\sim \bigtriangleup ABC}
- Propiedad simétrica

Si un triángulo es semejante a otro, aquel es semejante al primero:
{\displaystyle \bigtriangleup ABC\sim \bigtriangleup A'B'C'} {\displaystyle \Rightarrow \bigtriangleup A'B'C'\sim \bigtriangleup ABC}
- Propiedad transitiva

Si un triángulo es semejante a otro, y este a su vez es semejante a un tercero, el primero es semejante al tercero:
{\displaystyle \bigtriangleup ABC\sim \bigtriangleup A'B'C'} y {\displaystyle \bigtriangleup A'B'C'\sim \bigtriangleup A''B''C''} {\displaystyle \Rightarrow \bigtriangleup ABC\sim \bigtriangleup A''B''C''}

## Teorema fundamental de la semejanza de triángulos
Todas las paralelas a un lado de un triángulo que no pase por el vértice opuesto, determina con las rectas a las que pertenecen los otros dos lados, un triángulo semejante al dado.
Hipótesis:
Dado {\displaystyle ABC} y {\displaystyle r\|AC}
{\displaystyle r} corta {\displaystyle AB} o a su prolongación en {\displaystyle L}
{\displaystyle r} corta {\displaystyle BC} o a su prolongación en {\displaystyle M}
Tesis:
{\displaystyle (BLM\sim BAC)}
Dando lugar a tres casos:

### Primer caso
Si {\displaystyle r} corta a los lados AB y BC por puntos interiores a ellos:
Haremos una primera consideración, referida a los ángulos, y la llamaremos (1):
{\displaystyle \wedge B=\wedge B} por carácter reflejo
{\displaystyle \wedge BLM=\wedge A} por ser correspondientes entre r || AC, secante AB
{\displaystyle \wedge BML=\wedge C} por ser correspondientes entre r || AC, secante BC
Por otra parte, en virtud del corolario del Teorema de Tales se tiene:
{\displaystyle {\frac {BL}{BA}}={\frac {BM}{BC}}\qquad \bigotimes }
Si por M se traza una paralela al lado AB, esta interseca al lado AC en un punto N, y nuevamente por el corolario del Teorema de Tales tenemos:
{\displaystyle {\frac {BM}{BC}}={\frac {AN}{AC}}\qquad \bigoplus }
Pero dado que AN = LM, por ser lados opuestos del paralelogramo ALMN, reemplazando en {\displaystyle \bigoplus } se obtiene:
{\displaystyle {\frac {BM}{BC}}={\frac {LM}{AC}}\qquad \bigodot }
De {\displaystyle \bigotimes } y {\displaystyle \bigodot } se obtiene la consideración que llamaremos (2):
{\displaystyle {\frac {BL}{BA}}={\frac {BM}{BC}}={\frac {LM}{AC}}}
Luego de (1) y (2), resulta:
{\displaystyle BLM\sim BAC} por definición de semejanza.

### Segundo caso
r corta a las rectas de los lados AB y BC por puntos exteriores a ellos, sobre las semirrectas de origen B que los contienen.
Consideramos BLM como si fuera el triángulo dado, y BAC el triángulo nuevo, y por el caso I de la demostración, es:
{\displaystyle (BAC\sim BLM)\Rightarrow (BLM\sim BAC)} por carácter simétrico.

### Tercer caso
Si {\displaystyle r} corta los lados AB y BC en puntos que pertenecen a las semirrectas opuestas a las que sirven de sostén a dichos lados.
Sobre la semirrecta de origen B que contiene al punto A, se construye BN=BL y por el extremo N del segmento construido, una paralela a AC (s) que corta la recta de BC por O.
Quedan entonces {\displaystyle BNO\sim BAC} por el caso I, semejanza que llamaremos {\displaystyle \otimes }.
Teniendo en cuenta los triángulos BNO y BLM, se observa:
- BN=BM por construcción
- α=α' por ser opuestos por el vértice.
- β=β' por ser alternos internos entre r || s, secante LN

Y siendo BNO=BLM es BNO ~ BLM {\displaystyle \oplus } por el primer corolario de la definición.
De {\displaystyle \otimes } y {\displaystyle \oplus }, y por carácter transitivo:
BAC ~ BLM {\displaystyle \Rightarrow } BLM ~ BAC

## En el espacio euclídeo
Una semejanza (también llamada transformación de semejanza o similitud) de un espacio euclídeo es una biyección f del espacio sobre sí mismo que multiplica todas las distancias por el mismo número real positivo. r, de forma que para dos puntos cualesquiera x e y tenemos
{\displaystyle d(f(x),f(y))=r\,d(x,y),\,}
donde "d(x,y)" es la distancia euclídea de x a y. El escalar r tiene muchos nombres en la literatura incluyendo; la razón de similitud, el factor de estiramiento y el coeficiente de similitud. Cuando r = 1 una semejanza se llama una isometría (transformación rígida). Dos conjuntos se llaman semejantes si uno es imagen del otro bajo una semejanza.
Como mapa f : ℝn → ℝn, una semejanza de razón r toma la forma
Las semejanzas preservan planos, rectas, perpendicularidad, paralelismo, puntos medios, desigualdades entre distancias y segmentos de recta. Las semejanzas conservan los ángulos pero no necesariamente la orientación, las semejanzas directas conservan la orientación y las semejanzas opuestas la cambian.
Las semejanzas del espacio euclidiano forman un grupo bajo la operación de composición llamado el grupo de semejanzas S}. Las semejanzas directas forman un subgrupo normal de S} y el grupo euclídeo E(n) de isometrías también forma un subgrupo normal. El grupo de semejanzas S es a su vez un subgrupo del grupo afín, por lo que toda semejanza es una transformación afín.
Uno puede ver el plano euclidiano como el plano complejo, es decir, como un espacio bidimensional sobre el reales. Las transformaciones de semejanza 2D pueden entonces expresarse en términos de aritmética compleja y vienen dadas por f(z) = az + b (similitudes directas) y f(z) = az + b (semejanzas opuestas), donde a y b son números complejos, a ≠ 0. Cuando a= 1, estas semejanzas son isometrías.

## Relación de área y relación de volumen

La teselación del triángulo grande muestra que es similar al triángulo pequeño con una proporción de área de 5. La razón de semejanza es 5/h = h/1 = √5. Esto se puede utilizar para construir un mosaico infinito no periódico

La razón entre las áreas de figuras semejantes es igual al cuadrado de la razón de las longitudes correspondientes de dichas figuras (por ejemplo, cuando el lado de un cuadrado o el radio de un círculo se multiplica por tres, su área se multiplica por nueve, es decir, por tres al cuadrado). Las alturas de triángulos semejantes están en la misma proporción que los lados correspondientes. Si un triángulo tiene un lado de longitud b y una altitud trazada a ese lado de longitud h, entonces un triángulo semejante con el lado correspondiente de longitud kb tendrá una altitud trazada a ese lado de longitud kh. El área del primer triángulo es, A = 12bh, mientras que el área del triángulo semejante será A´ = 12(kb)(kh) = k2A. Las figuras semejantes que puedan descomponerse en triángulos semejantes tendrán áreas relacionadas de la misma manera. La relación es válida también para figuras que no son rectificables.
La relación entre los volúmenes de figuras semejantes es igual al cubo de la relación entre las longitudes correspondientes de dichas figuras (por ejemplo, cuando la arista de un cubo o el radio de una esfera se multiplican por tres, su volumen se multiplica por 27, es decir, por tres al cubo).
La ley del cubo cuadrado de Galileo se refiere a los sólidos semejantes. Si la razón de similitud (razón de lados correspondientes) entre los sólidos es k}, entonces la razón de superficies de los sólidos será k2, mientras que la razón de volúmenes será k3.

## Geometrías no-euclídeas
La posibilidad de aumentar el tamaño de una figura sin modificar su forma es tan obvia y natural que durante milenios se pensó que era una consecuencia de los axiomas de la geometría, y se trató en vano de demostrarlo desde la Grecia antigua. Sin embargo, al estudiar otras geometrías, las no euclidianas, los matemáticos del siglo XIX, entre ellos Bernhard Riemann y Nikolái Lobachevski se dieron cuenta de que esto solo sucedía en los espacios euclídeos, es decir, sin curvatura.
Se puede definir una geometría sobre la esfera, por ejemplo: Los segmentos son los caminos más cortos que unen sus extremos y las rectas son las líneas geodésicas, a semejanza de los ecuadores de la esfera. El análogo de una homotecia se construye así: se escoge un punto O de la superficie como centro de la homotecia, y para definir la imagen de otro punto A se traza la geodésica que pasa por O y A (que es única si A no es el punto diametralmente opuesto a O), consideramos que O es el origen de esta línea y A el punto de abscisa 1. La imagen A'  será el punto de abscisa k, donde k es la razón de la homotecia. En la figura se ha tomado k = 3 y se han construido las imágenes de B y C también.

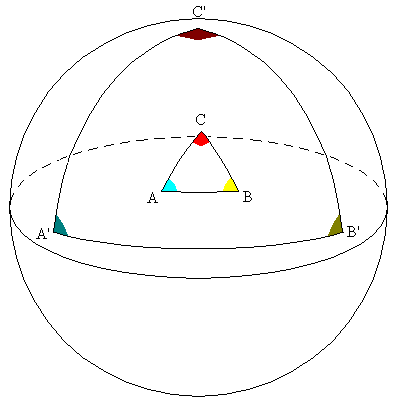
Triángulos semejantes en la geometría de Riemann.

Se observa que la imagen del "triángulo" ABC es el "triángulo A'B'C', es decir que los catetos A'B', A'C'  y B'C'  son segmentos de líneas geodésicas, y que A'B'C'  merece ser llamado triángulo semejante (por no decir homotético) al triángulo ABC.
Al aplicar la construcción precedente al pequeño triángulo ABC de la superficie de la esfera (pequeño en comparación con el diámetro), la suma de sus ángulos será ligeramente superior a π radianes (180°), pero el triángulo A'B'C' tendrá ángulos de mayor amplitud, siendo su suma mucho mayor que π radianes, como se ve en la figura. El aumento de tamaño implica aquí claramente un cambio de forma.
En conclusión, los triángulos semejantes permiten saber en que clase de espacio nos hallamos, uno euclidiano, o con curvatura positiva (como la esfera), o con curvatura negativa (espacio hiperbólico), y la doble caracterización de los triángulos similares (mismos ángulos y cocientes de los lados iguales) en la geometría usual no es ni anecdótico ni anodino.

## Otros polígonos semejantes

Rectángulos semejantes

El concepto de semejanza se extiende a polígonos con más de tres lados. Dados dos polígonos semejantes cualesquiera, los lados correspondientes tomados en la misma secuencia (aunque sea en el sentido de las agujas del reloj para un polígono y en el sentido contrario para el otro) son proporcionales y los ángulos correspondientes tomados en la misma secuencia son iguales en medida. Sin embargo, la proporcionalidad de los lados correspondientes no es suficiente por sí misma para demostrar la semejanza de los polígonos más allá de los triángulos (de lo contrario, por ejemplo, todos los rombos serían semejantes). Del mismo modo, la igualdad de todos los ángulos en secuencia no es suficiente para garantizar la similitud (de lo contrario, todos los rectángulos serían similares). Una condición suficiente para la semejanza de polígonos es que los lados y diagonales correspondientes sean proporcionales.
Para un n dado, todos los polígonos regulares n son semejantes.